# August Berggren
August Berggren, född 1827, död 20 oktober 1887 i Los Angeles, var en svensk handelsman, bankir och diplomat. Han var verksam i Nordamerika.

## Biografi

### Bakgrund och verksamhet
Berggren var konsul på svenska konsulatet i San Francisco 1875–1884. Han efterträddes av norrmannen Knud Henry Lund (1832–1919).
I början av 1850-talet vistades han i Kalifornien och Oregon. En kort tid ägnade han sig åt att gräva guld. Han insåg dock att det fanns ett bättre sätt att tjäna pengar på, nämligen handel med livsförnödenheter till gruvarbetare. Han bedrev även en omfattande byteshandel med urfolken vid Stillahavskusten, i synnerhet med den ryktbara Modoc-stammen. Hans handelsverksamhet lade grunden till den förmögenhet som möjliggjorde hans framtida bankirverksamhet.

### Kintpuash och ridpiska
Vid byteshandeln med Modoc-stammen kom han att bli vän med hövdingen Kintpuash, mer känd som Captain Jack, och när han senare reste till San Francisco för att arbeta som bankir bad han Kintpuash om ett minne. Hövdingen gav honom då sin egen ridpiska, flätad av buffelhud. 1874 kom ridpiskan till Sverige, troligtvis först till Kungliga Vetenskapsakademien och överlämnad av Berggren genom publicisten Hugo Nisbeth (1837–1887).
Så småningom hamnade ridpiskan på Naturhistoriska Riksmuseets etnografiska avdelning på Wallingatan i Stockholm. Den finns idag (2025) på Etnografiska museet, som även har fem porträtt föreställande medlemmar av Modoc-stammen. Dessa porträtt är tagna av den tysk-amerikanske fotografen Louis Herman Heller (1839–1928) och även de är förvärvade från Berggren genom Hugo Nisbeth.

### Sista tid
August Berggren avled i Los Angeles, 60 år gammal.